# Taufbecken (Feucherolles)

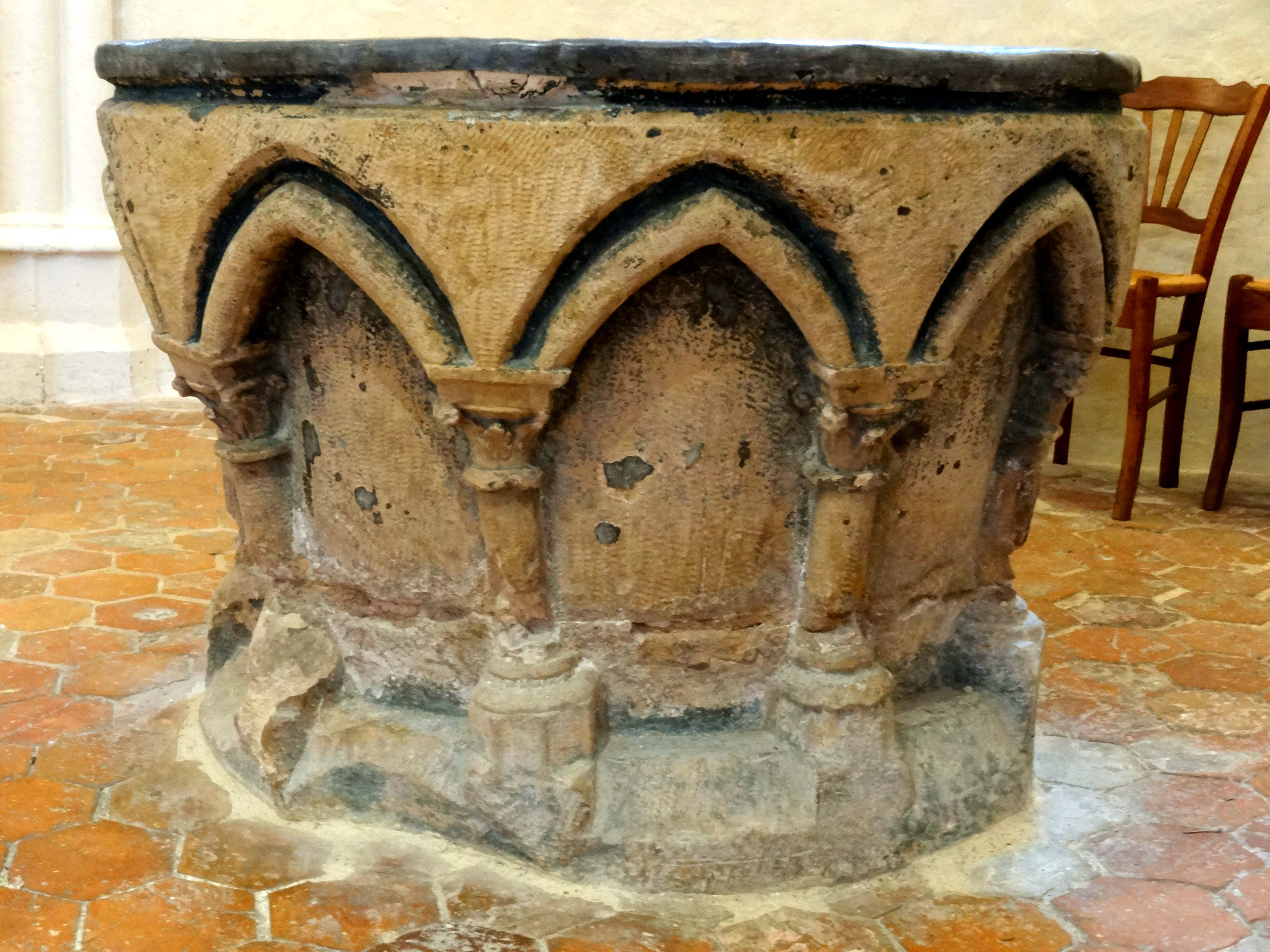
Taufbecken in Feucherolles

Das Taufbecken in der katholischen Pfarrkirche Ste-Geneviève in Feucherolles, einer französischen Gemeinde im Département Yvelines in der Region Île-de-France, wurde im 13. Jahrhundert geschaffen. Im Jahr 1912 wurde das gotische Taufbecken als Monument historique in die Liste der geschützten Objekte (Base Palissy) in Frankreich aufgenommen.
Das 86 cm hohe Taufbecken aus Kalkstein besitzt die Form einer Ellipse. Es ist mit Säulen, die Spitzbögen tragen, verziert. Das Taufbecken besitzt noch Spuren einer farbigen Fassung.